# 数码宝贝卡片游戏
数码宝贝卡片游戏，通称数码宝贝卡片，简称数码卡片或数码卡，是万代衍生的一种卡片对战周边游戏，以《数码宝贝系列》为题材的对战型交換卡片遊戲（Trading Card Game，TCG）。

## 概要

数码宝贝卡片游戏 四语版本

卡片游戏的剧情具有科幻小说作品一样的故事，刊载于数码兽情报的杂志以及卡片销售店铺用的海报的卡片游戏广告上等。

在动画作品展开的同时，卡片游戏每当有新的扩展包发售之际，作为更加容易了解世界观的内容在广告内接二连三地发表。另外，也有与动画作品内容不同的展开。

因为这些内容都是基于原创的设定，所以被认为是最接近原作世界观的虚构内容。另外，卡片游戏上也存在画有短故事的内容。

## 設定

### 世界觀
“近年来捕获突如其来的数码生命体并在钥匙链大小的机器中培养”这就是所谓大的世界观设定。另外，根据相关杂志和攻略书等记载的各数码兽和舞台背景的说明文字，表明了研究者的活跃和其他组织、人物等。
- 数码兽的诞生：因为黑客（Hacker）在计算机上的网络犯罪行为（Cyber Terrorism），具备人工智能的病毒扩散开来，这就是数码兽的开始。这种病毒吸收世界上的数据改变外形和性格成为生物的模样，这样便成了数码兽。
- 数码兽的捕获：在个人计算机上使用数码兽捕获器（Digimon Capture）[注 13]软件映射到数码世界，就变成了寻找野生数码兽。被发现的数码兽被捕获到一种叫数码兽装载器（Digimon Loader）[注 14]的软件中，由数码蛋的状态转移为数码兽的原貌并随身携带，变得任何时候都可以进行对战。
- 数码兽利用者（网络使用者，Networker）：包括以驯兽师[注 15]为首，存在着各种利用者。

#### 數碼兽
数码怪兽（Digital Monster）通称數碼兽（Digimon）。數碼兽在被称为“数码世界”的计算机网络上的模拟网络空间（Cyberspace）中生息，是一种拥有人工智能的数据生命体（Data Organism）。它们摄取网络上存在的庞大数据，由于生存本能而持续进化和互相竞争，形成了各种各样的属性和等级，模拟存在于现实世界的动植物、机械、人型和突然变异等，呈现出多种多样的种族。
关于各个數碼兽的个体存在着原创的基本设定，虽然在动画作品登场之际意图地改变这种情况，另外作为动画作品中的主角，也同样有被全新设计的數碼兽，有时因为改変，与原基本设定存在较大差异。这些改变的设定一部分作为动画作品的主题以Mook形式的图鉴等，与原创基本设定一起被刊载出来，与动画作品无关联性的图鉴对比是必要的。
由於設定問題，數碼兽的種類難以界定（進化態與模式變化的设定模糊不清），很难正确把握其总数（关于官方數碼兽的数量，目前图鉴统计的总数已达1000体以上，且仍在持续增加中）。數碼兽角色设计大部分以渡边健史为中心进行。

#### 应用兽
APP怪獸（Appli Monster）通称应用兽（Appmon），是以自我意志行动的具备人工智能的应用生命体，在人类世界与数码空间的狭缝中充当为系统与人类互动的功能。「有多少个应用就有多少个怪兽」，每个应用对应一个应用兽。两体应用兽通过应用合体（Appgattai）成为全新的应用兽。应用兽级别分为四个阶段：普（Standard）、超（Super）、极（Ultimate）、神（God），也有例外的阶段，如不明（Unknown）和无（-）的分类。应用兽属性包括8种：社交（Social）、导航（Navi）、游戏（Game）、娱乐（Entertainment）、生活（Life）、工具（Tool）、系统（System）、神（God），前7种属性的相克关系是：社交→导航→工具→系统→游戏→娱乐→生活→社交，也有例外的属性，如不明（Unknown）或无（-）的分类。

### 译名
- 系列作品译名方面，总体上中国大陆和台灣官方翻譯為數碼寶貝，香港官方翻譯為數碼暴龍，目前民间通稱数码兽或全称数码怪兽，事实上最早出现的民间翻译即为数码怪兽，另外有时会见到电脑怪物、数字兽、数字怪兽等早期民间翻译。
- 对于动画中数码生命体Digital Monster或Digimon的命名，大体上中国大陆和台灣官方翻譯為數碼寶貝或數碼獸，香港官方翻譯為數碼精靈、數碼暴龍、數碼獸；民间通称数码兽或全称数码怪兽。
- 对于漫画中数码生命体Digital Monster或Digimon的命名，大体上中国大陆和台灣官方翻譯為數碼寶貝，香港官方翻譯為數碼暴龍或暴龍，民间通称数码兽或全称数码怪兽。
- 对于电子游戏中数码生命体Digital Monster或Digimon的命名，大体上中国大陆和台灣官方翻譯為數碼寶貝，香港官方翻譯為數碼精靈，民间通称数码兽或全称数码怪兽。
- 液晶玩具译名随着系列的更新换代有不同的译名，对于Digital Monster，中国大陆和香港官方翻译为暴龍機或數碼暴龍機，台灣官方翻译为怪兽对打机，民间通称携带机或数码怪兽；对于动画和漫画作品中的Digivice，中国大陆官方翻译为暴龍機、數碼暴龍機、數碼寶貝機、神聖計劃，香港官方翻译为暴龍機、數碼暴龍機、數碼配章、數碼器，台灣官方翻译为暴龍機、寶貝機、神聖計劃，民间通称数码器。
- 对于Appmon，中国大陆官方翻译为应用兽，香港官方翻譯為程式獸，台灣官方翻譯為APP獸；对于Appli Monster，中国大陆官方翻译为应用怪兽，香港官方翻譯為程式精靈，台灣官方翻譯為APP怪獸。[14]

## 相关商品
| 类别 | 中文名                         | 日文名 | 英文名                                        | 发售时间      |
| ---- | ------------------------------ | ------ | --------------------------------------------- | ------------- |
| TCG  | 数码宝贝卡片游戏               |        | Digital Monster Card Game                     | 1999年6月下旬 |
| TCG  | 数码宝贝卡片游戏α              |        | Digital Monster Card Game Alpha               | 2006年4月13日 |
| DCD  | 究极对战!!数码宝贝对战终端     |        | Ultimate Fight!!Digimon Battle Terminal       | 2006年5月27日 |
| DCD  | 数码宝贝合体战争 超数码卡大战  |        | Digimon Xros Wars Super Digica Taisen         | 2010年8月5日  |
| NCD  | NCD数码宝贝战阵                |        | Net Carddass Digimon Jintrix                  | 2011年2月25日 |
| TCG  | 数码宝贝宇宙 应用怪兽 卡片游戏 |        | Digimon Universe Appli Monsters Card Game     | 2016年10月8日 |
| DCD  | DCD数码宝贝宇宙 应用怪兽       |        | Data Carddass Digimon Universe Appli Monsters | 2016年11月9日 |
| TCG  | 数码宝贝卡片游戏               |        | Digimon Card Game                             | 2020年4月24日 |

## 代理状况
| 地区     | 代理方                                  | 代理营运权               |
| -------- | --------------------------------------- | ------------------------ |
| 中国大陆 | 浙江卡游动漫有限公司                    | 中国大陆                 |
| 中国大陆 | 广州杰森动漫文化有限公司                | 中国大陆                 |
| 中国大陆 | 上海映蝶影视文化有限公司                | 中国大陆                 |
| 香港     | 瑞華行有限公司                          | 香港、 澳門              |
| 台灣     | 艾賜魔袋台灣有限公司                    | 台灣                     |
| 新加坡   | 麥克斯私人有限公司（Maxsoft Pte. Ltd.） | 台灣、 新加坡、 马来西亚 |

## 数码宝贝界放者

數碼寶貝卡牌遊戲
数码宝贝界放者

《数码宝贝界放者》，全称《数码宝贝卡片游戏：数码宝贝界放者》，数码宝贝系列漫画和小说作品，是万代「數碼寶貝卡牌遊戲」（Digimon Card Game）的联动宣传网络漫画和网络小说。漫画和小说为同一世界观不同视角，漫画于2024年3月10日起（第0话收录于《数码宝贝漫画》日文版和英文版特别册子，第0-1话收录于《数码宝贝界放者》简体中文版和日文版册子），小说于2024年5月23日起，均为日文、英文、简体中文连载。

### 概要
數碼寶貝卡牌遊戲（Digimon Card Game）进化到了新的次元。可在元宇宙空间「拉库纳」（Lacuna）进行卡片对战的近未来沉浸式游戏「数码宝贝界放者」（Digimon Liberator），在经过一年的封测后，终于正式开服。这款划时代的游戏的亮相，以及「數碼寶貝卡牌遊戲」的下一届世界錦標賽（WCS）将在游戏内举办等消息都可引起了广泛关注。活跃玩家数在持续增加。但是，这款游戏中存在着官方也没有掌握的「秘密」。这个「秘密」终将演变成对世界产生巨大影响的事件。而现在，还无人知晓。

### 特别用语
界放者（Liberator）
通称「数码宝贝界放者」（Digimon Liberator），全称「数码宝贝卡片游戏：数码宝贝界放者」（Digimon Card Game: Digimon Liberator），可在元宇宙空间「拉库纳」进行卡片对战的近未来沉浸式游戏，由I.D.E.A公司（Inscription Desire Electronic Arts）开发。结束一年封测，正式开服后，将举办新一届「數碼寶貝卡牌遊戲 世界錦標賽」。
花园（Garden）
I.D.E.A公司发现融合了现实世界地图数据的虚拟空间，并对该虚拟空间进行部分的解码与修改，同时为确保用户安全，创建了管控该虚拟空间的系统领域「E.G.G」（Extent of Governing Ground）。I.D.E.A将该虚拟空间命名为「拉库纳」，并在E.G.G内创建了一个从拉库纳分离出来的专用领域「花园」，目的是给予受到保护的数码兽自由活动空间。
拉库纳（Lacuna）
在遥远的过去存在过一个高度文明的繁荣种族「数码宝贝卡牌」（Digital Monster Card），它们创造了名为拉库纳的都市联合体。该种族在300年前彻底消失，如今统治着拉库纳的是机器人与人工智能（即NPC）。拉库纳是将现实世界地图数据整合后创造的虚拟空间，建立在一座巨大岛屿（Island）上，分为七个区域（Area）。
交错境界（Cross Connectia）
全称「数码宝贝交错境界」（Digimon Cross Connectia），是一款与搭档数码兽一同冒险的大型多人在线角色扮演游戏，舞台正是数码兽居住的世界，但场地只有一个岛屿那么大，分为密林、沙漠、雪山等区域，「交错境界」和现实世界的时间流速不一样。在「界放者」开发的「未完成」游戏，里面有很多原计划用于「界放者」的未实装数据。

### 重要代表物件
世界锦标赛（WCS）
全称「數碼寶貝卡牌遊戲 世界錦標賽」（Digimon Card Game World Championship），是數碼寶貝卡牌遊戲在全世界举办的最大規模的活動，玩家的目标是成为卡片对战的世界冠军。由I.D.E.A公司每年举办一届，最新一届世界锦标赛将在数码宝贝界放者中举办。
数码卡储存盒（D-Storage）
简称「卡盒」，多功能卡组储存盒，可储存55张卡牌和100种道具。在元宇宙空间「拉库纳」（Lacuna）中可展开全息操作界面，从数据库中召唤出已注册为搭档的数码兽（卡牌化的数码兽）进行卡片对战。该设备还有身份验证、好友申请、通信、网购、存档等功能。
元宇宙游戏舱（Metaverse Pod）
简称「T.A.L.E」（Translation Another Life Engine），位于各大游乐中心的数码兽专用网络终端。读取数码卡储存盒和卡牌进行身份验证，通过舱内「护目镜型设备」，可在元宇宙空间进行卡片对战。目前正在开发以「护目镜型设备」为基础的「家用T.A.L.E」。
I.D.E.A公司（Inscription Desire Electronic Arts）
公司以日本为主要据点，在全世界范围内广泛开展商业活动。公司以制造、贩卖家电为开端，如今业务范围覆盖了游戏、科研、网络服务、娱乐领域以及与其它公司合作开展的内容创作领域等。在公司总部之外，还根据各业务领域设立了7家关联子公司。「Inscription Desire」意为「祈愿名留青史」。

### 主题曲
「LIBERATOR」
主唱：梓川
作詞：河相彩子（Ayako Kawai）
作曲、編曲：Zekk

### 漫画版

#### 剧情
总是容易放弃，在數碼寶貝卡牌遊戲（Digimon Card Game）中难求一胜的少年・風真照人，在他的青梅竹马城之崎有紗的邀请下踏入了数码宝贝界放者（Digimon Liberator）的世界。在界放者（Liberator）中，玩家可在元宇宙空间「拉库纳」（Lacuna）体验充满临场感的卡片对战。一开始有些不情愿接触这款游戏的風真照人，也因与仿真的数码兽的互动而逐渐沉迷到其中。与野生的数码兽・飞翼兽它们的相遇，与失控NPC展开激战。种种的邂逅，使命运发生了巨变。这是围绕「数码兽」和「世界」展开的故事。

#### 登场角色

###### 驯兽师
風真照人（Kazama Shoto）
本作漫画主人公，号称「社交恐怖分子」（コミュ力オバケ，Supernaturally Social），生日3月20日，19岁，大学一年级学生，调试（Debug）团队成员。小说主人公优希的校友。搭档数码兽为飞翼兽，卡组类型为鸟型・强攻（Beatdown）。
城之崎有紗（Kinosaki Arisa）
生日4月7日，17岁，高中三年级学生，调试团队成员。城之崎观来的妹妹，風真照人的青梅竹马。出身医生世家，接受既定人生。游戏天赋优于常人，能迅速掌握任何游戏诀窍。搭档数码兽为鞋鞋兽，卡组类型为玩偶型・快攻（Aggro）。
欧文・德雷德诺特（Owen Dreadnought）
生日5月8日，23岁，工程师。「數碼寶貝卡牌遊戲」世界錦標賽（WCS）的前任冠军，调试团队成员。正式开服后，又作为玩家踏入界放者的世界。風真照人的竹馬之交，且不擅长与他人交流。搭档数码兽为襟蜥兽。
薇奥莱特・因卜兹（Violet Inboots）
昵称「紫」（ヴィオラ/ヴィオ，Viola/Vi），生日1月14日，17岁，高中三年级学生，调试团队成员。有着玩家、大小姐、留学生的多重身份。搭档数码兽为幽灵兽，卡组类型为三枪手・控制和幽灵型・复活（Reanimate）。
姚青岚（Yao Qinglan）
生日1月14日，24岁，日本华侨。界放者游戏技术主任、遊戲主持者。非常喜欢日本的娱乐文化，性格一丝不苟，业务能力优秀，废寝忘食的工作，深得负责人器重。搭档数码兽为珊瑚兽，卡组类型为水栖型・控制（Control）。
武者真治（Musha Shinji）
昵称「炫酷少年」（クールボーイ，Cool Boy），号称「卡片游戏传道者」（カードゲーム伝導者，Propagator of Card Game），生日2月3日。界放者游戏前技术主任、现运营主任，统领遊戲主持者的负责人。搭档数码兽为奥米卡兽。
克洛兹（Close）
生日12月23日，调试团队成员，非人类驯兽师，由拉库纳结构数据与玩家数据融合而诞生的「仿人数据块」（Data in Human Form）。以女性的形象出现。搭档数码兽为沙蜥蜴兽，卡组类型为矿物型・一击（One-Shot/OTK）。
泽尼斯/泽诺（Zenith/Xeno）
生日7月17日，21岁。「數碼寶貝卡牌遊戲」世界錦標賽的现任冠军，在决赛战胜欧文・德雷德诺特，调试团队成员。经历一年封测的资深玩家，正式开服后，踏入界放者的世界，给游戏带来极大人气。搭档数码兽为大眼兽。

###### 角色关系
| 驯兽师                                             | 搭档数码兽 | 卡组类型                              |
| -------------------------------------------------- | --- | ------------------------------------- |
| 風真照人 Kazama Shoto （社交恐怖分子）             | 蓬茸兽（蓬蓬兽） Fluffymon ↓ 飞翼兽（翼角兽） Pteromon ↓ 强风兽（暴风兽） Galemon ↓ 大强风兽（强风皇兽/古兰格尔兽） Grand Galemon ↓ 泽费强风兽（泽费伽兽/西飓神兽） Zephagamon | 鸟型・强攻 Bird Beatdown              |
| 城之崎有紗 Kinosaki Arisa                          | 鞋鞋兽（鞋子兽） Shoemon ↓ 靴靴兽（溜溜鞋兽） Shoeshoemon ↓ 小红帽兽（红头巾兽） Chaperomon ↓ 灰姑娘兽（辛黛瑞拉兽/仙杜瑞拉兽） Cendrillmon ↓ 长靴猫兽（长靴喵兽） Nyabootmon  | 玩偶型・快攻 Puppet Aggro             |
| 欧文・德雷德诺特 Owen Dreadnought （WCS前任冠军）  | 襟蜥兽（皇后襟蜥兽/褶襟蜥蜴兽） Elizamon ↓ 异齿兽（异齿长棘兽/异齿龙兽） Dimetromon ↓ 拉米亚兽 Lamiamon ↓ 美杜莎兽（梅杜莎兽） Medusamon                                       | Ｎ／Ａ                                |
| 薇奥莱特・因卜兹 Violet Inboots （紫）             | 幽灵兽 Ghostmon ↓ 鬼怪兽（猛鬼兽/鬼魂兽） Bakemon ↓ 幻影兽（死神兽） Fantomon ↓ 死灵兽（幽灵巫师兽/死灵巫师兽） Necromon                                                       | 三枪手・控制 Three Musketeers Control |
| 薇奥莱特・因卜兹 Violet Inboots （紫）             | 幽灵兽 Ghostmon ↓ 鬼怪兽（猛鬼兽/鬼魂兽） Bakemon ↓ 幻影兽（死神兽） Fantomon ↓ 死灵兽（幽灵巫师兽/死灵巫师兽） Necromon                                                       | 幽灵型・复活 Ghost's Reanimation      |
| 姚青岚 Yao Qinglan （日本华侨）                    | 珊瑚兽 Sangomon ↓ 贝壳兽 Shellmon ↓ 海蛞蝓兽 Marin Bullmon ↓ 龙宫兽 Ryugumon ↓ 人鱼魔女兽（阿玛比埃兽） Ariemon                                                                | 水栖型・控制 Aquatic Control          |
| 武者真治 Musha Shinji （炫酷少年・卡片游戏传道者） | 奥米卡兽 Omekamon ↓ 奥米加兽X（奥麦加兽X/亚米加兽X/欧米加兽X） Omegamon X | Ｎ／Ａ                                |
| 克洛兹 Close （非人类驯兽师・人工智能）            | 沙蜥蜴兽 Sunarizamon ↓ 沙地龙兽（陆龙兽） Landramon ↓ 原颚甲兽（原颚龟兽） Proganomon ↓ 金字塔兽（顶角锥兽） Pyramidimon                                                       | 矿物型・一击 Mineral One-Shot/OTK     |
| 泽尼斯/泽诺 Zenith/Xeno （WCS现任冠军）            | 大眼兽（贝姆兽/异眼兽） BEMmon ↓ 抢夺兽（掠夺兽） Snatchmon ↓ 毁灭兽（歼灭兽） Destromon ↓ 诸神黄昏兽（末日浩劫兽） Ragnamon                                                   | Ｎ／Ａ                                |

#### 制作人员
- 原案：本乡昭由
- 制作人：村田康平
- 数码兽设计：小林史弥
- 设定·设计·脚本·分镜：兔塚九弍章[注 1]
- 漫画：佐佐木心[注 2]、福成冠智[注 3]
- 主视觉图·封面：GS Li
- 漫画制作：虎默（Whomor）[注 4]
- 制作：萬代

#### 各话列表
| 话数     | 话数   | 原文标题                 | 中文标题             | 连载时间       | 连载时间       | 连载平台         | 连载平台                           | 连载平台                                | 连载平台                      |
| 话数     | 话数   | 原文标题                 | 中文标题             | 网络           | 册子           | 网络             | 网络                               | 网络                                    | 册子                          |
| 话数     | 话数   | 原文标题                 | 中文标题             | 网络           | 册子           | 日文             | 英文                               | 简体中文                                | 册子                          |
| 总集篇   | 总集篇 | 总集篇                   | 总集篇               | 总集篇         | 总集篇         | 总集篇           | 总集篇                             | 总集篇                                  | 总集篇                        |
| -------- | ------ | ------------------------ | -------------------- | -------------- | -------------- | ---------------- | ---------------------------------- | --------------------------------------- | ----------------------------- |
| 总集篇   | 总集篇 | Digimon Liberator        | 数码宝贝界放者       | 2024年11月28日 | 不適用         | 万代官网         | 万代官网                           | 映蝶官网 哔哩哔哩漫画                   | 不適用                        |
| 各话列表 |        |                          |                      |                |                |                  |                                    |                                         |                               |
| 0        | 节选版 | Welcome to LACUNA        | 欢迎来到 拉库纳      | 2024年3月10日  | 2024年12月14日 | 万代官网         | 万代官网                           | 哔哩哔哩 新浪微博                       | 数码宝贝界放者 （简体中文版） |
| 0        | 完整版 | Welcome to LACUNA        | 欢迎来到 拉库纳      | 2024年4月25日  | 2024年8月10日  | 万代官网 Piccoma | 万代官网 GlobalComix NAVER WEBTOON | 映蝶官网 哔哩哔哩漫画 哔哩哔哩 新浪微博 | 数码宝贝漫画 （日文版）       |
| 0        | 完整版 | Welcome to LACUNA        | 欢迎来到 拉库纳      | 2024年4月25日  | 2024年10月16日 | 万代官网 Piccoma | 万代官网 GlobalComix NAVER WEBTOON | 映蝶官网 哔哩哔哩漫画 哔哩哔哩 新浪微博 | 数码宝贝漫画 （英文版）       |
| 0        | 完整版 | Welcome to LACUNA        | 欢迎来到 拉库纳      | 2024年4月25日  | 2025年3月15日  | 万代官网 Piccoma | 万代官网 GlobalComix NAVER WEBTOON | 映蝶官网 哔哩哔哩漫画 哔哩哔哩 新浪微博 | 数码宝贝界放者 （日文版）     |
| 1        | 节选版 | DigitalGate Open         | 数码大门 开启        | 不適用         | 2024年7月12日  | 不適用           | 不適用                             | 不適用                                  | 数码宝贝界放者 （简体中文版） |
| 1        | 完整版 | DigitalGate Open         | 数码大门 开启        | 2024年4月25日  | 2025年3月15日  | 万代官网 Piccoma | 万代官网 GlobalComix NAVER WEBTOON | 映蝶官网 哔哩哔哩漫画 哔哩哔哩 新浪微博 | 数码宝贝界放者 （日文版）     |
| 2        | 前篇   | Out of Control           | 失控                 | 2024年5月16日  | 不適用         | 万代官网 Piccoma | 万代官网 GlobalComix NAVER WEBTOON | 映蝶官网 哔哩哔哩漫画 哔哩哔哩 新浪微博 | 不適用                        |
| 2        | 后篇   | Out of Control           | 失控                 | 2024年5月30日  | 不適用         | 万代官网 Piccoma | 万代官网 GlobalComix NAVER WEBTOON | 映蝶官网 哔哩哔哩漫画 哔哩哔哩 新浪微博 | 不適用                        |
| 3        | 前篇   | Shrinking Violet         | 羞怯的罗兰           | 2024年6月13日  | 不適用         | 万代官网 Piccoma | 万代官网 GlobalComix NAVER WEBTOON | 映蝶官网 哔哩哔哩漫画 哔哩哔哩 新浪微博 | 不適用                        |
| 3        | 后篇   | Shrinking Violet         | 羞怯的罗兰           | 2024年6月27日  | 不適用         | 万代官网 Piccoma | 万代官网 GlobalComix NAVER WEBTOON | 映蝶官网 哔哩哔哩漫画 哔哩哔哩 新浪微博 | 不適用                        |
| 4        | 前篇   | Fable Waltz              | 童话舞蹈家           | 2024年7月11日  | 不適用         | 万代官网 Piccoma | 万代官网 GlobalComix NAVER WEBTOON | 映蝶官网 哔哩哔哩漫画 哔哩哔哩 新浪微博 | 不適用                        |
| 4        | 后篇   | Fable Waltz              | 童话舞蹈家           | 2024年7月25日  | 不適用         | 万代官网 Piccoma | 万代官网 GlobalComix NAVER WEBTOON | 映蝶官网 哔哩哔哩漫画 哔哩哔哩 新浪微博 | 不適用                        |
| 5        | 前篇   | REAL                     | 真实                 | 2024年8月15日  | 不適用         | 万代官网 Piccoma | 万代官网 GlobalComix NAVER WEBTOON | 映蝶官网 哔哩哔哩漫画 哔哩哔哩 新浪微博 | 不適用                        |
| 5        | 后篇   | REAL                     | 真实                 | 2024年8月29日  | 不適用         | 万代官网 Piccoma | 万代官网 GlobalComix NAVER WEBTOON | 映蝶官网 哔哩哔哩漫画 哔哩哔哩 新浪微博 | 不適用                        |
| 6        | 前篇   | Vortex Resonance         | 旋风・共鸣           | 2024年9月12日  | 不適用         | 万代官网 Piccoma | 万代官网 GlobalComix NAVER WEBTOON | 映蝶官网 哔哩哔哩漫画 哔哩哔哩 新浪微博 | 不適用                        |
| 6        | 后篇   | Vortex Resonance         | 旋风・共鸣           | 2024年9月26日  | 不適用         | 万代官网 Piccoma | 万代官网 GlobalComix NAVER WEBTOON | 映蝶官网 哔哩哔哩漫画 哔哩哔哩 新浪微博 | 不適用                        |
| 7        | 前篇   | SELECT FEW               | 少数精锐             | 2024年10月10日 | 不適用         | 万代官网 Piccoma | 万代官网 GlobalComix NAVER WEBTOON | 映蝶官网 哔哩哔哩漫画 哔哩哔哩 新浪微博 | 不適用                        |
| 7        | 后篇   | SELECT FEW               | 少数精锐             | 2024年10月24日 | 不適用         | 万代官网 Piccoma | 万代官网 GlobalComix NAVER WEBTOON | 映蝶官网 哔哩哔哩漫画 哔哩哔哩 新浪微博 | 不適用                        |
| 8        | 前篇   | CHAIN OF LIBERATION      | 界放连结             | 2024年11月14日 | 不適用         | 万代官网 Piccoma | 万代官网 GlobalComix NAVER WEBTOON | 映蝶官网 哔哩哔哩漫画 新浪微博          | 不適用                        |
| 8        | 后篇   | CHAIN OF LIBERATION      | 界放连结             | 2024年11月28日 | 不適用         | 万代官网 Piccoma | 万代官网 GlobalComix NAVER WEBTOON | 映蝶官网 哔哩哔哩漫画                   | 不適用                        |
| 9        | 前篇   | RAID ON THE WORLD        | 突袭世界             | 2024年12月12日 | 不適用         | 万代官网 Piccoma | 万代官网 GlobalComix NAVER WEBTOON | 映蝶官网 哔哩哔哩漫画                   | 不適用                        |
| 9        | 后篇   | RAID ON THE WORLD        | 突袭世界             | 2024年12月26日 | 不適用         | 万代官网 Piccoma | 万代官网 GlobalComix NAVER WEBTOON | 映蝶官网 哔哩哔哩漫画                   | 不適用                        |
| 10       | 前篇   | OVERWRITE BLACK          | 黑色改写             | 2025年1月16日  | 不適用         | 万代官网 Piccoma | 万代官网 GlobalComix NAVER WEBTOON | 映蝶官网 哔哩哔哩漫画                   | 不適用                        |
| 10       | 后篇   | OVERWRITE BLACK          | 黑色改写             | 2025年1月30日  | 不適用         | 万代官网 Piccoma | 万代官网 GlobalComix NAVER WEBTOON | 映蝶官网 哔哩哔哩漫画                   | 不適用                        |
| 11       | 前篇   | SHOW ME YOUR BRAVE HEART | 把你勇敢的心展示给我 | 2025年2月13日  | 不適用         | 万代官网 Piccoma | 万代官网 GlobalComix NAVER WEBTOON | 映蝶官网 哔哩哔哩漫画                   | 不適用                        |
| 11       | 后篇   | SHOW ME YOUR BRAVE HEART | 把你勇敢的心展示给我 | 2025年2月27日  | 不適用         | 万代官网 Piccoma | 万代官网 GlobalComix NAVER WEBTOON | 映蝶官网 哔哩哔哩漫画                   | 不適用                        |
| 12       | 前篇   | Re:START                 | 重启                 | 2025年3月13日  | 不適用         | 万代官网 Piccoma | 万代官网 GlobalComix NAVER WEBTOON | 映蝶官网 哔哩哔哩漫画                   | 不適用                        |
| 12       | 后篇   | Re:START                 | 重启                 | 2025年3月27日  | 不適用         | 万代官网 Piccoma | 万代官网 GlobalComix NAVER WEBTOON | 映蝶官网 哔哩哔哩漫画                   | 不適用                        |
| 13       | 前篇   | THE SKY FALL             | 堕天                 | 2025年4月10日  | 不適用         | 万代官网 Piccoma | 万代官网 GlobalComix NAVER WEBTOON | 映蝶官网 哔哩哔哩漫画                   | 不適用                        |
| 13       | 后篇   | THE SKY FALL             | 堕天                 | 2025年4月24日  | 不適用         | 万代官网 Piccoma | 万代官网 GlobalComix NAVER WEBTOON | 映蝶官网 哔哩哔哩漫画                   | 不適用                        |
| 14       | 前篇   | Prelude of Destruction   | 破坏的序曲           | 2025年5月15日  | 不適用         | 万代官网 Piccoma | 万代官网 GlobalComix NAVER WEBTOON | 映蝶官网 哔哩哔哩漫画                   | 不適用                        |
| 14       | 后篇   | Prelude of Destruction   | 破坏的序曲           | 2025年5月29日  | 不適用         | 万代官网 Piccoma | 万代官网 GlobalComix NAVER WEBTOON | 映蝶官网 哔哩哔哩漫画                   | 不適用                        |
| 15       | 前篇   | UNKNOWN BREAKER          | 未知的破坏者         | 2025年6月12日  | 不適用         | 万代官网 Piccoma | 万代官网 GlobalComix NAVER WEBTOON | 映蝶官网 哔哩哔哩漫画                   | 不適用                        |
| 15       | 后篇   | UNKNOWN BREAKER          | 未知的破坏者         | 2025年6月26日  | 不適用         | 万代官网 Piccoma | 万代官网 GlobalComix NAVER WEBTOON | 映蝶官网 哔哩哔哩漫画                   | 不適用                        |
| 16       | 前篇   | STAND BY ME              | 伴我同行             | 2025年7月10日  | 不適用         | 万代官网 Piccoma | 万代官网 GlobalComix NAVER WEBTOON | 映蝶官网 哔哩哔哩漫画                   | 不適用                        |
| 16       | 后篇   | STAND BY ME              | 伴我同行             | 2025年7月24日  | 不適用         | 万代官网 Piccoma | 万代官网 GlobalComix NAVER WEBTOON | 映蝶官网 哔哩哔哩漫画                   | 不適用                        |
| 17       | 前篇   | I WISH, I CAN            | 愿我能行             | 2025年8月7日   | 不適用         | 万代官网 Piccoma | 万代官网 GlobalComix NAVER WEBTOON | 映蝶官网 哔哩哔哩漫画                   | 不適用                        |
| 17       | 后篇   | I WISH, I CAN            | 愿我能行             | 2025年8月28日  | 不適用         | 万代官网 Piccoma | 万代官网 GlobalComix NAVER WEBTOON | 映蝶官网 哔哩哔哩漫画                   | 不適用                        |
| 18       | 前篇   |                          |                      | 2025年9月11日  | 不適用         | 万代官网 Piccoma | 万代官网 GlobalComix NAVER WEBTOON | 映蝶官网 哔哩哔哩漫画                   | 不適用                        |
| 18       | 后篇   | 2025年9月25日            |                      |                | 不適用         | 万代官网 Piccoma | 万代官网 GlobalComix NAVER WEBTOON | 映蝶官网 哔哩哔哩漫画                   | 不適用                        |

### 小说版

#### 剧情
在数码宝贝界放者中，存在着专门处理游戏内出现的各类问题的调试（Debug）团队。由I.D.E.A公司开发的沉浸式游戏「数码宝贝界放者」。在这款游戏中，封测时期起就存在着一种「游戏制作时原本没有加入的要素」。即「未卡牌化的野生数码兽」。为什么会存在野生的数码兽？为什么它们会对游戏造成各种各样的故障？为了调查该现象的起因，处理相关的问题。同时，为了将所有的数码兽转化为卡牌。I.D.E.A公司召集了数名玩家，组成了调试团队。从封测时期就踏足游戏世界的优希，将与她的搭档小妖兽携手，同调试团队的同伴们一起面对世界的谜团。这是解开「数码兽」和「世界」谜团的故事。

#### 登场角色

###### 驯兽师
优希（Yuuki）
本作小说主人公，生日6月23日，19岁，大学一年级学生，调试（Debug）团队成员。漫画主人公風真照人的校友。爱好跳舞和ACG等，直播主，社交达人，想结交所有数码兽。搭档数码兽为小妖兽，卡组类型为魔龙型・弃牌（Discard）。
恭司（Kyoji）
昵称「赛奇游」（サイキヨ，Saikiyo/Winr），生日9月28日，11岁，小学五年级学生，调试团队成员。经历封测的资深玩家，优希的朋友，不擅长社交，性格内向，渴望自由。搭档数码兽为幻蜂兽，卡组类型为皇家基地・控制（Control）。
龙太郎・威廉姆斯（Ryutaro Williams）
生日10月11日，27岁，职业健身教练，调试团队成员。梦想成为真正的英雄，拥有正义感，致力于帮助玩家，特别是新手。积累了大量游戏知识，有时会担任调试团队的智库。搭档数码兽为巨龙兽，卡组类型为恐龙型・猛袭（Stompy）。
輝月涼音（Kazuki Suzune）
生日2月3日，25岁，界放者游戏开发主任輝月京介的妻子，家庭主妇，调试团队成员。从小喜欢ACG，在哥哥的影响下接触了数码宝贝系列。尽管出身富裕，却是生活节俭的现实主义者。搭档数码兽为雪人兽，卡组类型为冰雪型・控制。
阿尔提亚（Althea）
生日4月26日，非人类驯兽师，界放者游戏技术主任开发的「完全自主型人工智能助手」（Fully Autonomous AI Concierge），无性别，变身英雄造型，遊戲主持者、花园管理人。搭档数码兽为侦察兽，卡组类型为隐秘・速攻（Beat）。
城之崎观来（Kinosaki Mirai）
生日5月16日，23岁，旅人，调试团队成员，城之崎有紗的姐姐。出身医生世家，却质疑既定人生。7年前从高中辍学离家后，一边工作一边环游世界。无像样卡组，卡牌技术糟糕，在调试团队中独树一帜。搭档数码兽为埴轮兽。
安琴恩/切恩（Unchained/Chained）
生日7月4日，调试团队特别顾问，非人类驯兽师，界放者游戏系统中偶然诞生的「仿人数据块」（Data in Human Form）。无性别，言行举止非常活泼，与调试团队成员和遊戲主持者的关系非常融洽。搭档数码兽为玛机那兽。

###### 其他角色
或马读尊（Aruba Dokuson）
生日2月17日，28岁，巨型銀行左迁地方銀行的银行员，卡组类型为光明兽・控制。
近江黎七（Oumi Reina）
生日3月10日，14岁，中学二年级学生，卡组类型为噩梦军团・强攻（Beatdown）。
蓬来寺千岁（Horaiji Chitose）
生日8月29日，26岁，遊戲主持者、调试团队成员、极客，卡组类型为合成型・控制。

###### 角色关系
| 驯兽师                                                   | 搭档数码兽 | 卡组类型                          |
| -------------------------------------------------------- | --- | --------------------------------- |
| 优希 Yuuki                                               | 小妖兽 Impmon ↓ 朋克兽（庞克兽） Punkmon ↓ 躁响兽（吵闹兽） Loudmon ↓ 重金属龙兽 Heavymetaldramon                                                                       | 魔龙型・弃牌 Dark Dragon Discard  |
| 恭司 Kyoji （赛奇游）                                    | 幻蜂兽 Funbeemon ↓ 工兵蜂兽 Forgebeemon ↓ 大黄蜂兽（黄蜂兽） Vespamon ↓ 女王蜂兽 Queenbeemon                                                                            | 皇家基地・控制 Royal Base Control |
| 龙太郎・威廉姆斯 Ryutaro Williams                        | 亚古兽 Agumon ↓ 巨龙兽 Tyranomon ↓ 大师巨龙兽（王者巨龙兽） Master Tyranomon （巨龙师父） ↓ 太古龙兽（太古戴拿兽/戴拿兽） Dinomon                                       | 恐龙型・猛袭 Dinosaur Stompy      |
| 輝月涼音 Kazuki Suzune                                   | 企鹅兽 Penmon ↓ 雪人兽 Yukidarumon ↓ 北极熊兽 Polar Bearmon ↓ 冰雪女王兽（斯卡蒂兽） Skadimon                                                                           | 冰雪型・控制 Ice-Snow Control     |
| 阿尔提亚 Altea （非人类驯兽师・人工智能）                | 侦察兽（特工兽/谍鼠兽） Espimon ↓ 悬浮侦察兽（悬浮特工兽/悬浮谍鼠兽） Hover Espimon ↓ 忘却兽（飞碟黑客兽/飞碟骇客兽/遗忘兽） Oblivimon ↓ 隐形兽（隐形突袭兽） Invisimon | 隐秘・速攻 Stealth Beat           |
| 城之崎觀来 Kinosaki Mirai                                | 埴轮兽 Hanimon ↓ 小芥子兽（木芥兽） Kokeshimon ↓ 机巧人偶兽（机偶兽） Karakurumon ↓ 辉夜兽 Kaguyamon                                                                    | Ｎ／Ａ                            |
| 安琴恩/切恩 Unchained/Chained （非人类驯兽师・人工智能） | 玛机那兽（玛奇纳兽） Maquinamon ↓ 机械骡兽（谬骡兽/搬运兽） Mulemon ↓ 仿声鸟兽（仿声兽） Mockingbirdmon                                                                 | Ｎ／Ａ                            |
| 安琴恩/切恩 Unchained/Chained （非人类驯兽师・人工智能） | 玛机那兽（玛奇纳兽） Maquinamon ↓ 涡轮兽 Turbomon ↓ 机动兽（玛涅飞行兽） Maneuvermon                                                                                    | Ｎ／Ａ                            |

#### 制作人员
- 原案：本乡昭由
- 制作人：村田康平
- 数码兽设计：小林史弥
- 设定·设计·作者：兔塚九弍章[注 1]
- 主视觉图·插图：
- 制作：萬代

#### 各话列表
| 章数 | 话数 | 原文标题                    | 原文标题                           | 中文标题                       | 连载时间      | 连载平台 | 连载平台 | 连载平台                   |
| 章数 | 话数 | 日文                        | 英文                               | 中文标题                       | 连载时间      | 日文     | 英文     | 简体中文                   |
| ---- | ---- | --------------------------- | ---------------------------------- | ------------------------------ | ------------- | -------- | -------- | -------------------------- |
| 1    | 1    |                             | Yuuki                              | 优希                           | 2024年5月23日 | 万代官网 | 万代官网 | 映蝶官网 哔哩哔哩 新浪微博 |
| 1    | 2    | HEAVY METAL PLAY            | HEAVY METAL PLAY                   | 重金属登场                     | 2024年5月23日 | 万代官网 | 万代官网 | 映蝶官网 哔哩哔哩 新浪微博 |
| 2    | 1    |                             | Winr                               | 赛奇游                         | 2024年5月23日 | 万代官网 | 万代官网 | 映蝶官网 哔哩哔哩 新浪微博 |
| 2    | 2    | GOOD GAME                   | GOOD GAME                          | 幹得漂亮                       | 2024年5月23日 | 万代官网 | 万代官网 | 映蝶官网 哔哩哔哩 新浪微博 |
| 3    | 1    |                             | Ryutaro                            | 龙太郎                         | 2024年8月8日  | 万代官网 | 万代官网 | 映蝶官网 哔哩哔哩 新浪微博 |
| 3    | 2    | WE CAN BE HEROS             | WE CAN BE HEROES                   | 我们可以成为英雄               | 2024年8月8日  | 万代官网 | 万代官网 | 映蝶官网 哔哩哔哩 新浪微博 |
| 4    | 1    |                             | Suzune Kazuki                      | 辉月凉音                       | 2024年8月8日  | 万代官网 | 万代官网 | 映蝶官网 哔哩哔哩 新浪微博 |
| 4    | 2    | GODDESS FROM THE ICE AGE    | GODDESS FROM THE ICE AGE           | 冰霜时代的女神                 | 2024年8月8日  | 万代官网 | 万代官网 | 映蝶官网 哔哩哔哩 新浪微博 |
| 5    | 1    |                             | Altea                              | 阿尔提亚                       | 2024年11月7日 | 万代官网 | 万代官网 | 映蝶官网                   |
| 5    | 2    | Shinjuku Giant              | Shinjuku Giant                     | 新宿巨人                       | 2024年11月7日 | 万代官网 | 万代官网 | 映蝶官网                   |
| 6    | 1    | Oasis                       | Oasis                              | 绿洲                           | 2024年11月7日 | 万代官网 | 万代官网 | 映蝶官网                   |
| 6    | 2    |                             | Unchained                          | 安琴恩                         | 2024年11月7日 | 万代官网 | 万代官网 | 映蝶官网                   |
| 7    | 1    |                             | Forever. Always. Together.         | 无论何时，无论何地，永远一起。 | 2025年2月20日 | 万代官网 | 万代官网 | 映蝶官网                   |
| 7    | 2    |                             | THE BOUNDARY BETWEEN GREEN AND RED | 绿与红的分界线                 | 2025年2月20日 | 万代官网 | 万代官网 | 映蝶官网                   |
| 8    | 1    | COOL WHITE SAVIOR           | COOL WHITE SAVIOR                  | 冷白色的救星                   | 2025年2月20日 | 万代官网 | 万代官网 | 映蝶官网                   |
| 8    | 2    | Through the Fire and Metals | Through the Fire and Metals        | 穿过火焰和金属                 | 2025年2月20日 | 万代官网 | 万代官网 | 映蝶官网                   |
| 9    | 9    |                             | Departure                          | 启程                           | 2025年5月1日  | 万代官网 | 万代官网 | 映蝶官网                   |
| 10   | 10   |                             | Attack                             | 袭击                           | 2025年5月8日  | 万代官网 | 万代官网 | 映蝶官网                   |
| 11   | 1    |                             | Zenith                             | 泽尼斯                         | 2025年5月22日 | 万代官网 | 万代官网 | 映蝶官网                   |
| 11   | 2    | RODS FROM GOD               | RODS FROM GOD                      | 上帝之杖                       | 2025年5月22日 | 万代官网 | 万代官网 | 映蝶官网                   |
| 11   | 3    | Xeno -BEGINS-               | Xeno -BEGINS-                      | 泽诺-启动-                     | 2025年5月22日 | 万代官网 | 万代官网 | 映蝶官网                   |
| 12   | 12   |                             | Mirai Kinosaki                     | 城之崎观来                     | 2025年5月22日 | 万代官网 | 万代官网 | 映蝶官网                   |
| 13   | 13   |                             | Freedom - Part 1                   | 自由-前篇                      | 2025年6月5日  | 万代官网 | 万代官网 | 映蝶官网                   |
| 14   | 14   |                             | Freedom - Part 2                   | 自由-后篇                      | 2025年6月19日 | 万代官网 | 万代官网 | 映蝶官网                   |
| 15   | 15   |                             | UNDERCOVER                         | 潜伏                           | 2025年7月17日 | 万代官网 | 万代官网 | 映蝶官网                   |
| 16   | 1    | Moonlight Talk              | Moonlight Talk                     | 月下私语                       | 2025年8月14日 | 万代官网 | 万代官网 | 映蝶官网                   |
| 16   | 2    |                             | LIZARD HEART                       | 蜥蜴・心语                     | 2025年8月14日 | 万代官网 | 万代官网 | 映蝶官网                   |
| 17   | 1    |                             | Rowdy Rock - Part 1                | 喧嚣-前篇                      | 2025年8月14日 | 万代官网 | 万代官网 | 映蝶官网                   |
| 17   | 2    |                             | Rowdy Rock - Part 2                | 喧嚣-后篇                      | 2025年8月14日 | 万代官网 | 万代官网 | 映蝶官网                   |
| 18   | 18   |                             |                                    |                                | 2025年8月21日 | 万代官网 | 万代官网 | 映蝶官网                   |

## 注解
1. 1 2 3 4  兔塚九弍章在本作担任世界观·角色设定、驯兽师·徽章设计、脚本·分鏡、专栏·小说执笔。
2. 1 2  佐佐木心：第0-3、6话；福成冠智：总集篇和第3话起。
3. 1 2  「数码宝贝漫画大奖」（Digimon Comic Award）最終候補：福成冠智。
4. 1 2 3  《数码宝贝界放者》属于「条漫」的网络漫画。
5. 1 2  册子
6. 1 2 3 4  2024年7月12日-7月14日于上海国家会展中心举办的「Bilibili World 2024」、2024年7月20日-7月21日于北京首钢会展中心举办的「IPS嘉年华」、2024年7月26日-7月29日于上海新国际博览中心举办的「ChinaJoy 2024」等一系列中国大陆展会活动和线下卡牌零售店铺，现场限量分发《数码宝贝界放者》简体中文版册子，收录漫画版第1话·节选版；2024年12月14日-12月15日于广州保利世贸博览馆举办的「万代卡牌游戏狂欢节2024-2025世界巡回 广州站」（Bandai Card Games Fest 24-25 World Tour in Guangzhou）等一系列中国大陆展会活动和线下卡牌零售店铺，现场限量分发《数码宝贝界放者》简体中文版册子，收录漫画版第0话·节选版。
7. 1 2 3 4 5 6  2024年8月10日-8月25日于东京池袋太阳城展示厅C和2024年10月5日-10月20日于大阪心齋橋OPA百货7楼特設会場举办的「动画25周年纪念 数码宝贝大冒险展」，现场限量分发网络期刊《数码宝贝漫画》（DIGIMON COMIC）日文版特别册子，共收录《数码宝贝再收集》、《数码宝贝悖论》、《数码宝贝铁拳制裁》、《迷你数码宝贝・皇家骑士物语》每部作品的第1话以及《数码宝贝界放者》第0话（彩色「条漫」重排版成黑白「页漫」）。2025年3月15日-3月16日于千葉幕張展覽館国際展示場举办的「万代卡牌游戏狂欢节2024-2025世界巡回最终战 日本站」（Bandai Card Games Fest 24-25 World Tour Final in Japan）、2025年3月22日-3月23日于东京国际展示场东展示栋举办的「AnimeJapan 2025」等一系列日本展会活动，现场限量分发《数码宝贝界放者》日文版册子，收录漫画版第0-1话。
8. 1 2 3  漫画：日文于万代「數碼寶貝卡牌遊戲」官网、Piccoma连载，英文于万代「數碼寶貝卡牌遊戲」官网、GlobalComix、NAVER WEBTOON连载，简体中文于映蝶「数码宝贝卡牌对战」官网、哔哩哔哩漫画、哔哩哔哩（第0话·节选版—第7话·后篇）、新浪微博（第0话·节选版—第8话·前篇）连载；小说：日文和英文于万代「數碼寶貝卡牌遊戲」官网连载，简体中文于映蝶「数码宝贝卡牌对战」官网、哔哩哔哩（第1-4章）、新浪微博（第1-4章）连载。
9. ↑  第0话·节选版—第7话·后篇
10. ↑  第0话·节选版—第8话·前篇
11. 1 2 3 4  2024年3月10日连载第0话·节选版，2024年4月25日起连载第0话·完整版至最终话，均为日文、英文、简体中文连载。
12. 1 2  第1-4章
13. ↑  数码兽捕获器（Digimon Capture）是研究者用于研究、黑客为了方便利用，出于获得数码兽的必要性而开发出软件。用个人计算机上运行的工具，搜索存在于网络的数码世界以发现并捕获数码兽。
14. ↑  数码兽装载器（Digimon Loader）是将用「数码兽捕获器」抓到的数码兽压缩并传送的软件。数码兽构成的数据量十分巨大，而以研究初期的技术，带宽和硬件性能都不足以传送数码兽，因此被造出。不过能够压缩的仅限于成熟期为止的数码兽，在此之上的成长阶段会引发系统错误。压缩后的数码兽会回到「幼年期Ⅰ」之前的「数码蛋」状态。「数码兽装载器」还可以安装到个人计算机之外的各种便携装置上，安装「数码兽装载器」的装置被称为「数码兽储存器」（Digimon Dock）。
15. ↑  驯兽师（Tamer）是在近未来的全球网络时代，人类利用网络中所诞生的迷之电脑生命体来进行电子宠物、对战游戏、人工智能（Artificial Intelligence，AI）学或生物学研究对象、以及黑客的犯罪工具。饲养着数码兽的人被称作（驯兽师），多半会互相对战、交流、争夺着（顶尖驯兽师）这个代表有着顶尖育成技术与最强数码兽的称号。并且使用个人计算机联网与世界各地的人交流，携带机则能带出室外，与人对战。
16. ↑  渡边健史，原任职于WiZ，期间担任數碼兽系列首席设计师，主要负责數碼兽系列角色设计和产品商品插画。2015年从WiZ离职开始独立创业，开设个人事务所「WOW FACTORY」。离职后依然与官方保持合作，继续负责數碼兽系列角色设计和部分产品商品插画，被誉为數碼兽亲父般的存在。
17. ↑  交换卡片游戏（Trading Card Game，TCG）
18. ↑  以数码宝贝为题材的对战型交换卡片游戏。每次系列发售之际都会刊载杂志与店铺用的海报，在宣传用的广告上展开单独的故事。
19. ↑  2006年4月，因数码宝贝动画系列的复活，推出了重新设计的与“数码宝贝战斗终端”对应的新系列。
20. ↑  Data Carddass，DCD
21. ↑  街机游戏，店铺用的游戏框架内展开单独的剧情。另外，充当数码宝贝世界观的数码世界全地图首次登场。
22. ↑  街机游戏，2010年8月5日开始运营。第5弹更新为“数码宝贝合体战争 超数码卡大战：指挥官先锋”，到第7弹完结。
23. ↑  Net Carddass，NCD
24. ↑  输入交换卡片的序列号或扫描二维码进行游戏的在线卡片游戏。
25. ↑  2016年10月，“数码宝贝宇宙 应用怪兽”跨媒体商品，共推出3弹卡片。
26. ↑  “数码宝贝宇宙 应用怪兽”跨媒体商品，街机游戏，共推出4弹，店铺用的游戏框架内展开单独的剧情。
27. ↑  分为数码兽卡、数码蛋卡、驯兽师卡、选项卡四种卡片，以红、蓝、黄、绿、紫、黑、白七色卡组决定对战的交换卡片游戏商品。
28. 1 2  麥克斯私人有限公司（Maxsoft Pte. Ltd.）为台灣、新加坡、马来西亚、印度尼西亚、菲律宾等地区的总代理（一级代理），艾賜魔袋台灣有限公司为台灣的分代理（二级代理）。
29. 1 2 3  彩色「条漫」重排版成黑白「页漫」。
30. ↑  数码宝贝动画系列25周年企划的网络期刊《数码宝贝漫画》（DIGIMON COMIC）全4号（2024年8月10日-2025年5月16日），日文和英文连载《数码宝贝再收集》（Digimon ReCollection/Digimon Rikollection）、《数码宝贝悖论》（Digimon Paradox）、《数码宝贝铁拳制裁》（Digimon Knuckles）、《迷你数码宝贝・皇家骑士物语》（Mini Digimon: Story of the Royal Knights）、《数码宝贝追寻者 ～三叉路的魔女～》（Digimon Seekers ～The Crossroad Witch～）、《数码宝贝追寻者 -外壁贫民街的恶梦-》（Digimon Seekers -Wall Slum's Nightmare-）、《数码宝贝回归》（Digimon Getback/Digimon Get Back）短篇网络漫画。
31. 1 2  2024年10月16日于纽约曼哈頓「日本协会」（Japan Society）举办的《數碼暴龍 LAST EVOLUTION 絆》特映会和2024年10月17日-10月20日于賈維茨會議中心举办的「紐約漫畫展」（New York Comic Con）等一系列欧美地区展会活动，现场限量分发网络期刊《数码宝贝漫画》（DIGIMON COMIC）英文版特别册子，共收录《数码宝贝再收集》、《数码宝贝悖论》、《数码宝贝铁拳制裁》、《迷你数码宝贝・皇家骑士物语》、《数码宝贝追寻者 ～三叉路的魔女～》每部作品的第1话以及《数码宝贝界放者》第0话（彩色「条漫」重排版成黑白「页漫」）。
32. ↑  NPC分为「教学用NPC」、「对战用NPC」、「交易用NPC」、「谜题型NPC」、「观光用NPC」、「场景对战用NPC」、「主线剧情NPC」、「其他NPC」八个种类。
33. ↑  体验另一种人生机器（Translation Another Life Engine）
34. 1 2  主题曲分为日语、英语、普通话三版。日语版和英语版主唱、作词、作曲、编曲阵容相同，而普通话版主唱和作词未公布。
35. 1 2  日语版和英语版
36. ↑  总集篇（Digest Comic）
37. ↑  2024年11月7日，日文版于万代「數碼寶貝卡牌遊戲」官网连载；2024年11月14日，英文版于万代「數碼寶貝卡牌遊戲」官网连载；2024年11月29日，简体中文版于映蝶「数码宝贝卡牌对战」官网连载。

### 日本官方网站
- 万代 Digimon 官网（页面存档备份，存于）（日語）（简体中文）（繁體中文）（英文）
- 万代 Digital Monster Card Game 官网（页面存档备份，存于）（日語）
- 万代 Digimon Card Game 官网（页面存档备份，存于）（日語）（简体中文）（繁體中文）（英文）
- 万代 Digimon Liberator 官网（页面存档备份，存于）（日語）（英文）
- 万代 Digimon Alysion 官网（页面存档备份，存于）（日語）（英文）
- 万代 Digimon Comic 官网（页面存档备份，存于）（日語）（英文）
- 万代 Digimon Comic Award 官网（页面存档备份，存于）（日語）
- 万代 Digimon Novel Competition 官网（页面存档备份，存于）（日語）
- 万代南梦宫 Digimon World：Digital Card Battle 官网（页面存档备份，存于）（日語）
- 万代南梦宫 Digimon World：Digital Card Arena 官网（页面存档备份，存于）（日語）
- 万代南梦宫 Digital Monster Card Game Ver.WonderSwan Color 官网（页面存档备份，存于）（日語）
- YouTube上的 Digimon Card Game 官方頻道（日語）
- Digimon Web 官方的X（前Twitter）（日語）
- Digital Monster Card Game的X（前Twitter）（日語）
- 【官方】Digimon Card Game的X（前Twitter）（日語）
- Appli Monsters Card Game 官方的X（前Twitter）（日語）
- 【官方】Digimon Alysion的X（前Twitter）（日語）

### 其它相关网站
- 映蝶 数码宝贝卡牌对战 官网（页面存档备份，存于）（简体中文）
- 映蝶 数码宝贝界放者 官网（页面存档备份，存于）（简体中文）
- 麗嬰國際 Digimon數碼寶貝 官網（页面存档备份，存于）（繁體中文）
- Digimon Card Game Asia的Facebook專頁（英文）（繁體中文）（泰文）
- Digimon Card Game Asia的Instagram帳戶（英文）（繁體中文）（泰文）
- 数码宝贝卡牌对战的新浪微博（简体中文）
- 数码宝贝卡牌对战的哔哩哔哩个人空间（简体中文）